# Edikt z Versailles

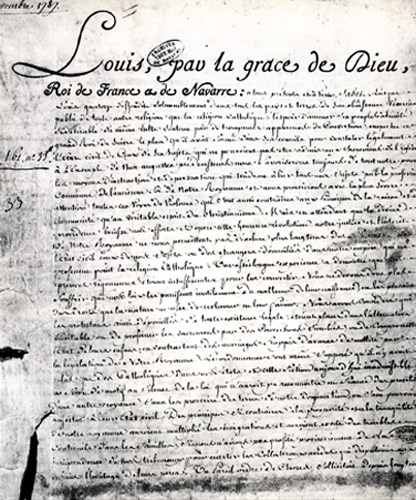
Titulní strana ediktu z Versailles

Edikt z Versailles (známý také jako Toleranční edikt) je označení ediktu, vydaného 7. listopadu 1787 francouzským králem Ludvíkem XVI., následně pak schváleného francouzským parlementem 19. ledna 1788. Sestával z 37 článků.
Zavedl částečnou toleranci nekatolíků ve Francii. Zrušil Edikt z Fontainebleau, vydaný jeho předchůdcem Ludvíkem XIV., který omezil svobodu vyznání na území Francouzského království pouze na katolickou církev, protestantské vyznání, povolené Ediktem nantským bylo zakázáno.

## Edikt nantský a Edikt z Fontainebleau
Edikt nantský měl především ukončit dlouhotrvající náboženské války ve Francii. Jindřich IV. měl k vydání ediktu i osobní důvody; sám byl totiž původním náboženstvím protestant. Poprvé se zřekl své víry po bartolomějské noci, kdy byl Karlem IX. držen v Louvru. V roce 1576 Jindřich, tehdy ještě král navarrský, uprchl z Paříže a vrátil se k protestantské víře. V roce 1584 se stal po smrti králova bratra Františka, vévody z Alençonu, oficiálním dědicem francouzského trůnu a o deset let později, 27. února 1594, byl korunován králem Francie, jejíž trůn se uprázdnil zavražděním Jindřicha III. Aby mohl být korunován, rozhodl se opět změnit víru na katolickou a proslul výrokem „Paříž stojí za mši“. Edikt nantský pak po čtyřech letech skutečně nastolil mír a přispěl k upevnění jednoty Francie.
Na základě ediktu z Fontainebleau nařídil Ludvík XIV. bourání hugenotských kostelů, stejně tak zavření protestantských škol. 

## Zrušení ediktu z Fontainebleau
Zrušením ediktu z Fontainebleau došlo opět k legalizaci (toleranci) protestantského vyznání ve Francii.
Edikt z Versailles zachoval výsadní postavení katolické církve ve Francii; nekatolíci byli pouze tolerováni. Plnou náboženskou svobodu následně přinesla Deklarace práv člověka a občana, z roku 1789 a Napoleonův občanský zákoník z roku 1804.